# Вулиця Віктора Некрасова
Ву́лиця Віктора Некрасова — вулиця в Подільському районі міста Києва, житловий масив Квітництво, місцевість Сирець. Пролягає від вулиці Івана Виговського до Білицької вулиці та Сирецької вулиці.
Прилучаються вулиці Всеволода Змієнка та Родини Крістерів.

## Історія
Згідно з даними довідника «Вулиці Києва» 2015 року, відома з 1930-х як продовження Сирецької вулиці.
На багатьох картосхемах і в довідниках (у тому числі в довіднику «Вулиці Києва», 1995) не подається як окрема вулиця. Тролейбусна зупинка на розі Північно-Сирецької та Маршала Гречка (нині І. Виговського) також ще у 1990-ті роки оголошувалася як «вулиця Сирецька». Натомість у цих джерелах маршрут пролягання Сирецької вулиці визначено від вулиці Семена Скляренка до вулиці Івана Виговського, тобто Північно-Сирецьку вулицю подано як єдину магістраль із Сирецькою вулицею.
Сучасна назва на честь письменника Віктора Некрасова — з 2022 року.

## Зображення

Скульптурна композиція «Робот Квазар» біля входу до колишнього підприємства «Квазар-Мікро» (буд. № 1-3)
Спорудження житлового комплексу по парному боці вулиці (на місці тепличного господарства). Серпень 2022 року